# 全承勲
全 承勲（チョン・スンフン、朝鮮語: 전승훈、1951年10月27日 - ）は、朝鮮民主主義人民共和国の政治家。朝鮮労働党中央委員会委員、内閣副総理、金属機械工業相、南北経済協力共同委員会北側委員長などを歴任。

## 経歴
1951年に黄海南道で生まれ金策工業総合大学を卒業した。1993年に金属工業部局長を経て、1998年に金属機械工業相に就任し最高人民会議第10期代議員に選出された。2003年には内閣副総理に就任し、7.1措置と呼ばれる大胆な経済改革を主導したことから朴奉珠総理、郭範基副総理、盧斗哲副総理と合わせて経済改革主導4人組と呼ばれた。2007年には南北経済協力共同委員会北側委員長に就任し、韓国の権五奎副総理兼財政経済部らと会談するためソウルを訪問した。2009年には内閣副総理を解任されるが、2011年に金属機械工業相に返り咲いた。翌2012年には副総理職も再任され、2003年の経済改革を主導した4閣僚が復活した。この人事は金正恩委員長が内閣中心で経済改革を行う為とされる。2014年には咸鏡北道党委員長に任命されるが、2017年に解任された。

## 参考サイト
- 북한정보포털

| 先代呉秀容 | 咸鏡北道党委員会責任書記 咸鏡北道党委員会委員長2014年 - 2017年 | 次代李煕用 |

| 先代改編 | 金属機械工業相1998年 - 2003年 | 次代金承賢 |